# Hof van Beroep van Gent

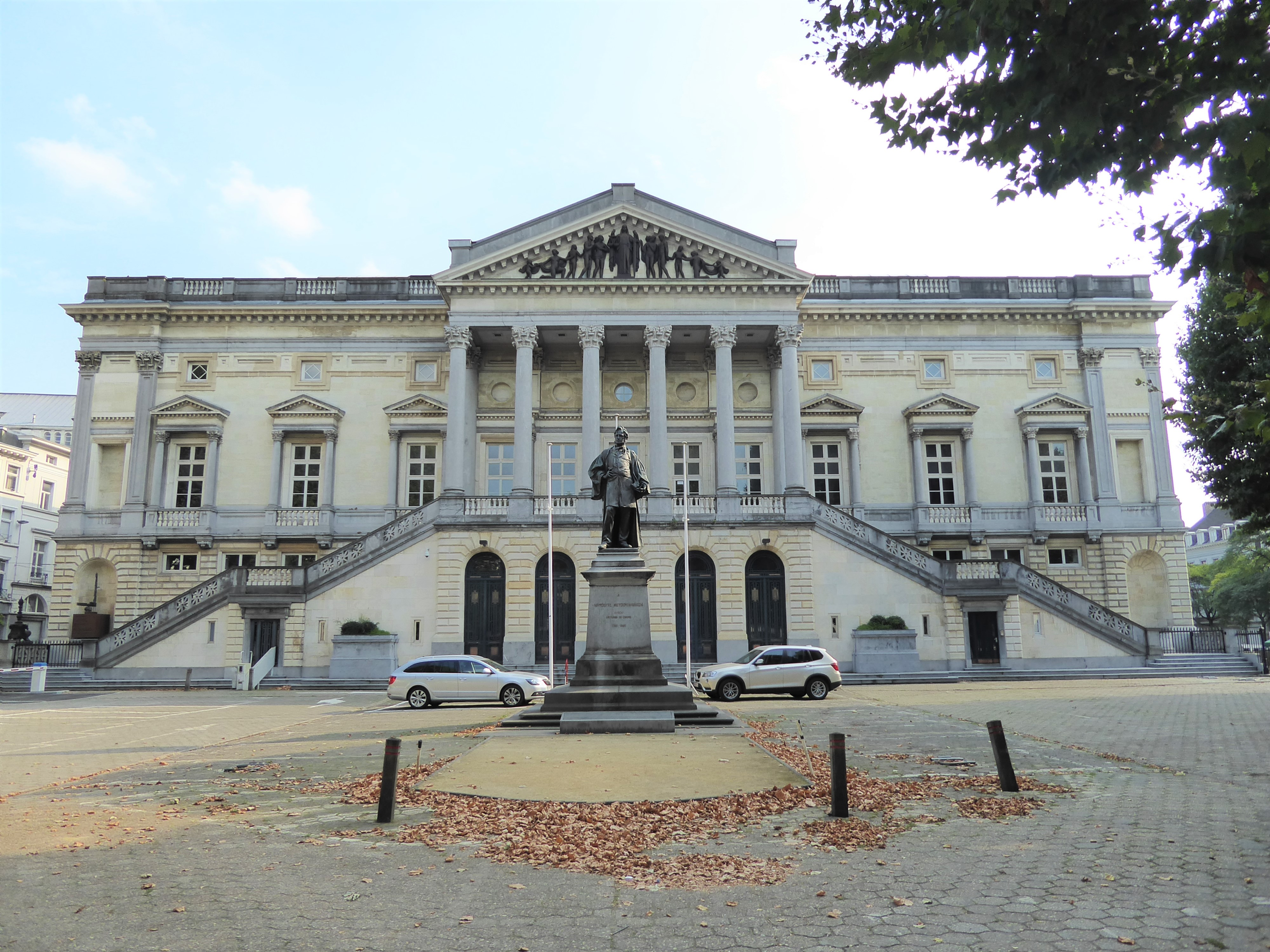
Zetel van het Hof van Beroep in het Oud Gerechtsgebouw aan het Koophandelsplein

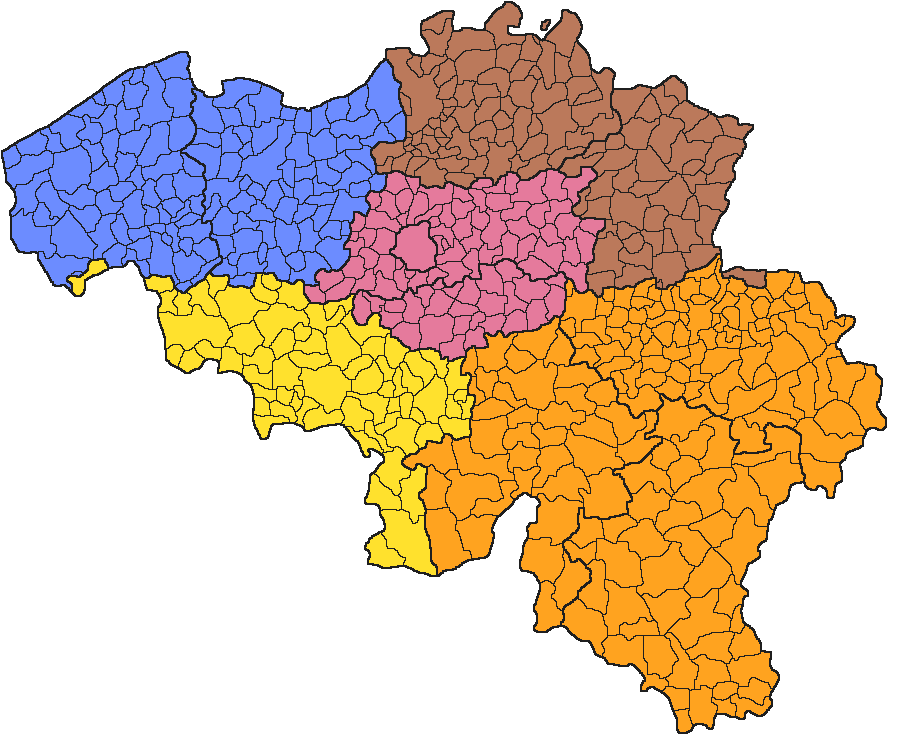
Rechtsgebied van het hof van Beroep van Gent (blauwe kleur)

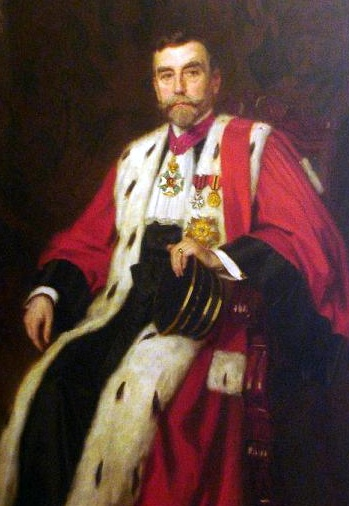
Portretschilderij van eerste voorzitter Adrien de la Kethulle de Ryhove

Het Hof van Beroep van Gent is een van de vijf hoven van beroep in België. Het maakt deel uit van de piramidale rechterlijke organisatie en is gevestigd in het Oud Gerechtsgebouw van Gent. 

## Bevoegdheid
Territoriaal is het hof bevoegd voor het gerechtelijk gebied Gent. 
Materieel heeft Gent dezelfde civiele en penale bevoegdheden als de andere hoven van beroep. Het hof neemt kennis van de beroepen tegen de vonnissen van vier rechtbanken, met in totaal zeven afdelingen:
- de rechtbank van eerste aanleg en de ondernemingsrechtbank van het gerechtelijk arrondissement West-Vlaanderen, afdeling Brugge
- de rechtbank van eerste aanleg en de ondernemingsrechtbank van het gerechtelijk arrondissement West-Vlaanderen, afdeling Kortrijk
- de rechtbank van eerste aanleg en de ondernemingsrechtbank van het gerechtelijk arrondissement West-Vlaanderen, afdeling Veurne
- de rechtbank van eerste aanleg en de ondernemingsrechtbank van het gerechtelijk arrondissement West-Vlaanderen, afdeling Ieper
- de rechtbank van eerste aanleg en de ondernemingsrechtbank van het gerechtelijk arrondissement Oost-Vlaanderen, afdeling Gent
- de rechtbank van eerste aanleg en de ondernemingsrechtbank van het gerechtelijk arrondissement Oost-Vlaanderen, afdeling Dendermonde
- de rechtbank van eerste aanleg en de ondernemingsrechtbank van het gerechtelijk arrondissement Oost-Vlaanderen, afdeling Oudenaarde

## Organisatie
Volgens het werkingsverslag 2024 is het Hof van Beroep van Gent georganiseerd in zes secties:
- sectie strafzaken (6 kamers)
- sectie kamer van inbeschuldigingstelling (2 kamers)
- sectie burgerlijke en fiscale zaken (6 kamers)
- sectie bouwzaken (7 kamers)
- sectie familie- en jeugdzaken (8 kamers)
- sectie ondernemingszaken (8 kamers)
- bureau voor rechtsbijstand

Er zijn kamers met drie magistraten en kamers met een alleenzetelende magistraat.

## Geschiedenis
Als voorloper van het Hof van Beroep van Gent kan de Raad van Vlaanderen worden beschouwd, die vanaf 1407 in het Gravensteen was gevestigd. 
Keizer Jozef II probeerde een gerechtelijke hervorming door te voeren, als onderdeel waarvan alle gewestelijke justitieraden van de Oostenrijkse Nederlanden zouden worden vervangen door twee beroepshoven (conseils d'appel) in Brussel en Luxemburg, maar de Omwenteling van 1787 vertraagde dit plan en de Brabantse Omwenteling kelderde het definitief.

Het waren de Fransen die in 1795 dan toch de Raad van Vlaanderen afschaften in het kader van een complete hertekening van het justitieapparaat. De hervormingen volgden elkaar snel op. Aanvankelijk werd de departementale organisatie van de Franse grondwet van 1795 ingevoerd, waarbij Gent als hoofdstad van het Scheldedepartement de beroepsrechtbanken kreeg: het Tribunal civil en het Tribunal criminel. De gerechtelijke reorganisatie van 1800 maakte Brussel tot zetel van het Tribunal d'appel dat bevoegd was voor het Scheldedepartement. Het strafgerechtshof werd in 1800 omgevormd tot Cour de justice criminelle, vanaf 1810 genaamd Cour d'assises. De voertaal in deze periode was exclusief Frans.
De napoleontische situatie bleef in essentie overeind tijdens het Verenigd Koninkrijk der Nederlanden: het Brusselse hof van beroep bleef verantwoordelijk voor het Scheldedepartement, voortaan Oost-Vlaanderen genaamd. Na de Belgische onafhankelijkheid volgde een hertekening van de rechtsgebieden, die voorzag in de aanvulling van de bestaande hoven van beroep in Brussel en Luik met een derde hof. Gent won het ruimschoots van de andere kandidaten Brugge, Bergen en Doornik. Het nam de bevoegdheid voor de provincies West- en Oost-Vlaanderen over van Brussel.
Op 15 oktober 1832 installeerde het Hof van Beroep zich in het Stadhuis van Gent. Het was er zo nauw behuisd dat eerste voorzitter Massez eind 1833 minister van Justitie Lebeau kon overtuigen een nieuw gerechtsgebouw op te trekken. De bouw werd toevertrouwd aan de architect Louis Roelandt. Ondertussen zocht het Hof zijn toevlucht in het voormalige jezuïetenklooster, dat sinds 1778 een justitiële functie had gekregen. In 1846 kon het nieuwe gebouw worden betrokken. 
Tijdens de Eerste Wereldoorlog legden de Duitse bezetters beslag op het gerechtsgebouw en moest het hof uitwijken naar het Huis van Oombergen in de Koningstraat. Nog maar weinig jaren had het Hof zich weer in haar paleis geïnstalleerd, of de dagenlange brand van 1926 vernielde het interieur en tal van dossiers. In afwachting van de heropbouw nam het Hof zijn intrek in het bisschoppelijk seminarie in de Biezekapelstraat. Tegen 1930 kon het terugkeren. De lagere rechtbanken zijn in 2007 verhuisd naar een nieuw gerechtsgebouw, waardoor het Hof van Beroep en het Assisenhof meer ruimte kregen in het Oude Gerechtsgebouw.

## Leiding
Het hof van beroep wordt geleid door de eerste voorzitter. De volgende personen hebben dit ambt bekleed:
- 1832-1843: Charles Massez
- 1843-1858: Henri Roels
- 1858-1864: Henri Van Innis
- 1864-1869: Maximilien Van Aelbroeck
- 1870-1879: Alexandre Lelièvre
- 1879-1885: Désiré Grandjean
- 1885-1890: Paul Demeren
- 1890-1891: François Tuncq
- 1892-1900: Edouard Coevoet
- 1901-1902: Charles Van Praet
- 1902-1902: Edmond de Gottal
- 1903-1905: Octave De Meulenaere
- 1906-1911: Honoré Van Maele
- 1911-1916: Gustave Verbeke
- 1919-1919: Jules Van Biervliet
- 1919-1923: Adrien de la Kethulle de Ryhove
- 1923-1925: Auguste Roland
- 1925-1926: Alberic de Kerchove d'Exaerde
- 1926-1929: Jules De Busschere
- 1929-1934: Georges Iweins de Wavrans
- 1934-1938: Michel de Haerne
- 1938-1942: Joseph Lagae
- 1944-1946: Louis Jouret
- 1946-1951: René De Clercq
- 1951-1951: Gustave Verbeke
- 1951-1952: Fernand Haus
- 1952-1958: Léon Van Winckel
- 1958-1966: Henri Thienpont
- 1966-1968: Pierre de Valcque
- 1968-1972: Daniel Verougstraete
- 1972-1974: Etienne Verougstraete
- 1974-1974: Willy Van Malleghem
- 1974-1981: François Vanparijs
- 1981-1981: Antoine Soenens
- 1981-1981: Marcellus De Preter
- 1982-1982: William De Clercq
- 1982-1984: Albert Desplenter
- 1984-1987: Hendrik Van Bever
- 1987-1989: Georges Nuytinck
- 1989-1993: Michel Couckuyt
- 1993-1995: Willy De Smet
- 1995-2001: Emiel Degraeve
- 2001-2008: Jean-Paul De Graef
- Antoon Boyen
- 20??-2023: Erik Van de Sijpe
- 2023-: Michel Oosterlinck

## Voetnoten
1. ↑  John Gilissen, Historische inleiding tot het recht, 1989, p. 133-134
2. ↑  Prosper Poullet, Institutions françaises de 1795 à 1814. Essai sur l'origine des institutions belges contemporaines, 1907, p. 663
3. ↑  Prosper Poullet, Institutions françaises de 1795 à 1814. Essai sur l'origine des institutions belges contemporaines, 1907, p. 94
4. ↑  Artikel 95 van de toenmalige Belgische Grondwet
5. ↑  Christian Vandewal, "De ontstaansgeschiedenis van het Gentse hof van beroep" in: Hof van Beroep te Gent. 175ste verjaardag, 2007, p. 20
6. ↑  Loi du 4 août 1832 organique de l'ordre judiciaire
7. ↑  Johan Decavele, "Het justitiepaleis van Louis Roelandt" in: Hof van Beroep te Gent. 175ste verjaardag, 2007, p. 26
8. ↑  Napoleon de Pauw, La cour d'appel de Gand depuis cinq siècles, Gent, Hoste, 1897, p. 67
9. 1 2  Historiek van het paleis van justitie te Gent, Hof van Beroep Gent (bezocht 30 oktober 2024)